# Östra Sävtjärnet
Östra Sävtjärnet är en sjö i Arvika kommun i Värmland och ingår i Göta älvs huvudavrinningsområde.